# Elassoneuria trimeniana
Elassoneuria trimeniana is een haft uit de familie Oligoneuriidae. De wetenschappelijke naam van de soort is voor het eerst geldig gepubliceerd in 1868 door McLachlan.
De soort komt voor in het Afrotropisch gebied.